# Comitato Interministeriale per la Programmazione Economica
Pour les articles homonymes, voir CIPE.
Le Comitato Interministeriale per la Programmazione Economica (CIPE, en français : « Comité Interministériel pour la programmation économique ») est un organisme d'État italien créée par la Loi no 48, art. 16 du 27 février 1967.
Le texte de Loi précise les attributions de ce comité :

« Le Comité est présidé par le Président du Conseil italien (le Chef du gouvernement qui serait le Premier Ministre en France). Il est constitué de manière permanente par le Ministre du Bilan et de la Programmation Economique, qui en est le Vice-Président, et par les Ministres : des Affaires Étrangères, du Trésor, des Finances, de l'Industrie, du Commerce, de l'Agriculture, du Commerce Extérieur, des Participations d'Etat, des Travaux Publics, du Travail et des Politiques Sociales, des Transports, du Tourisme et des Interventions pour le Mezzogiorno. »

D'autres membres étrangers aux Ministères y participent également comme le Président de l'ISTAT, le Gouverneur de la Banque d'Italie et le secrétaire d'État à la Programmation peuvent être conviés aux réunions, mais ne peuvent pas voter.

« Le Comité Interministériel pour la Programmation Economique définit la politique économique national, les lignes générales des projets et du budget pluriannuel de l'État Italien ainsi que les orientations générales pour la mise en œuvre de ce programme visant à promouvoir et coordonner les actions nationales et l'activité de l'Administration et des organismes publics. Il examine la situation économique générale pour l'adoption de mesures économiques appropriées. »

C'est donc un des organismes les plus importants de la République Italienne au niveau du développement national en étroite relation avec la politique étrangère. Lors de sa création, il était prévu que :

« …Il doit prendre également toutes les mesures nécessaires pour l'harmonisation de la politique économique nationale avec les politiques économiques des autres pays de la Communauté Européenne du Charbon et de l'Acier (C.E.C.A.), la Communauté Economique Européenne (C.E.E.) et la Communauté Européenne de l'Energie Atomique (C.E.E.A.), conformément aux dispositions du traité de Paris de 1951 et du traité de Rome du 25 mars 1957. ratifiée par la loi 14 octobre 1957. »

Le CIPE a son siège à la Présidence du Conseil des Ministres Italien.